# الأرض (رواية لإميل زولا)
الأرض (بالفرنسية:  La Terre)‏ هي رواية لإميل زولا نشرت عام 1887. هي الرواية الخامسة عشر من سلسلة روجون-ماكار. تقع أحداث الرواية في في بوس، مجال في وسط فرنسا جنوب غرب باريس. الرواية موصولة بروايات أخرى في السلسلة من طرف البطل، جون ماكار، الذي كانت طفولته في جنوب فرنسا، وحكيت في رواية ثروة روجون.

## تقديم القصة
تصف الأرض الانحلال الثابت لأسرة عمال فلاحة فيالإمبراطورية الفرنسية الثانية، في السنوات قبل اندلاع الحرب الفرنسية البروسية عام 1870. أعطت الرواية وصفا حيا لمصاعب وعنف الحياة الريفية في أواخر القرن التاسع عشر.

## روابط خارجية
- الأرض على موقع الموسوعة البريطانية (الإنجليزية)